# Алай
А̀лай (на италиански и на сардински: Allai) е село и община в Южна Италия, провинция Ористано, автономен регион и остров Сардиния. Разположено е на 60 m надморска височина. Населението на общината е 370 души (към 2010 г.).